# Fotbalový stadion Josefa Masopusta
Fotbalový stadion Josefa Masopusta je sportovní stadion, který se nachází v severočeském městě Most. Domácí zápasy zde odehrával fotbalový klub FK Baník Most 1909. Maximální kapacita stadionu činí 7 500 sedících diváků. Dříve zde byla k dispozici atletická dráha, která byla odstraněna až rekonstrukcemi v novém miléniu.
Stadion byl otevřen v roce 1961. Poslední rekonstrukce zde probíhaly v roce 2006. Stadion je od roku 2009 pojmenován po slavném fotbalistovi Josefu Masopustovi, který v Mostě strávil celou mládežnickou kariéru.